# Diclasiopa galactoptera
Diclasiopa galactoptera är en tvåvingeart som först beskrevs av Becker 1903.  Diclasiopa galactoptera ingår i släktet Diclasiopa och familjen vattenflugor. Inga underarter finns listade i Catalogue of Life.